# Sawa (patriarcha Jerozolimy)
Sawa – prawosławny patriarcha Jerozolimy od 1106 r.. Data końca jego urzędowania nie jest znana.